# Emil Wingstedt

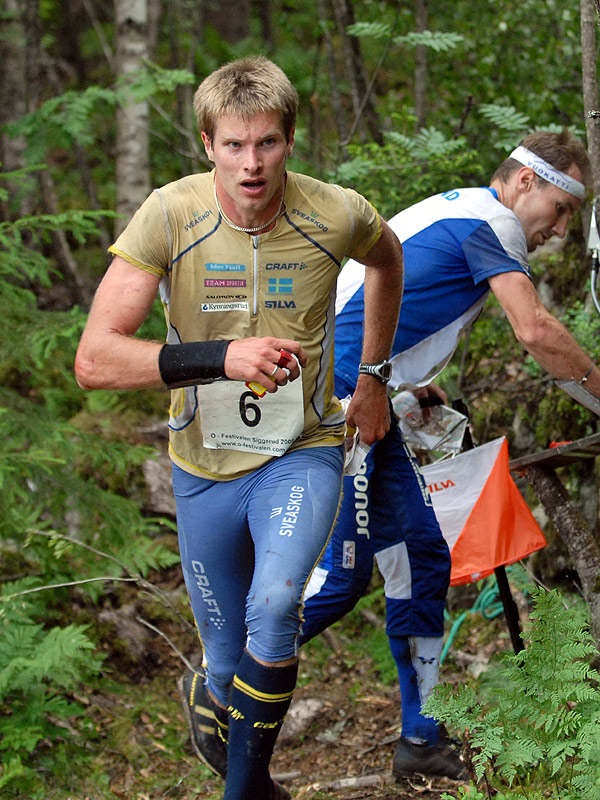
Emil Wingstedt bei einem Weltcuprennen 2008

Emil Wingstedt (* 9. Mai 1975 in Växjö) ist ein schwedischer Orientierungsläufer und mehrfacher Welt- und Europameister. Seine beste Disziplin ist der Sprint-OL. Er lebt in Halden (Norwegen), zusammen mit seiner Frau Anja Mattick und seinem Sohn Liam. In Halden arbeitet er am Institut für Energietechnik.

## Erfolge
Weltmeisterschaften
3× Gold (Staffel: 2003, Sprint: 2005, 2006), 1× Silber (Staffel: 2007), 2× Bronze (Lang: 2003, Staffel: 2004)
Europameisterschaften
4× Gold (Sprint: 2002, 2004, 2006, 2008), 2× Silber (Lang: 2002, Staffel: 2002), 4× Bronze (Lang, Mittel, Staffel: 2004, Lang: 2008)
Sonstige
- Gesamtsieg O-Ringen 2005
- 3× Gold Studenten-WM
- 3× Nordischer Meister
- 3× Norwegischer Meister
- 3× Schwedischer Junioren-Meister
- 4 Siege bei der Tiomila- und 1 Sieg bei der Jukola-Staffel mit Halden SK

## Auszeichnungen
- viermaliger Orientierungsläufer des Jahres (2002, 2003, 2005, 2006)
- „Komet“ des Jahres 2000